# Himalopsyche yatrawalla
Himalopsyche yatrawalla är en nattsländeart som beskrevs av Schmid 1966. Himalopsyche yatrawalla ingår i släktet Himalopsyche och familjen rovnattsländor. Inga underarter finns listade i Catalogue of Life.